# Torneo Centroamericano 1991
El Torneo Centroamericano 1991 fue la decimoséptima edición del Torneo Centroamericano de la Concacaf, torneo de fútbol a nivel de clubes de Centroamérica organizado por la Concacaf y que contó con la participación de 14 equipos de la región. El ganador estaría en la fase final de la Copa de Campeones de la Concacaf 1991.
El  Real CD España de Honduras venció al Deportivo Saprissa de Costa Rica para ganar el título por segunda vez y el tercero de manera consecutiva para Honduras, mientras que el CD Olimpia, campeón de la edición anterior, no participó en el torneo. Esta fue la última edición del Torneo Centroamericano de la Concacaf, ya que a partir de la Copa de Campeones de la Concacaf 1992, los equipos no se dividieron por zonas.

## Equipos participantes
En cursiva los equipos debutantes en el torneo.
| País                  | Equipo                            |
| --------------------- | --------------------------------- |
| Honduras 2 cupos      | Real CD España CD Motagua         |
| Costa Rica · 2 cupos  | Deportivo Saprissa LD Alajuelense |
| El Salvador · 2 cupos | CD Luis Ángel Firpo Alianza FC    |
| Belice 2 cupos        | Acros Verdes FC Duurly's          |
| Guatemala · 2 cupos   | CSD Comunicaciones CSD Municipal  |
| Nicaragua · 2 cupos   | América Managua FC Real Estelí FC |
| Panamá · 2 cupos      | Tauro FC CD Plaza Amador          |

## Primera ronda

### Tauro - América
| 7 de abril de 1991 | Tauro                                   | 5:0 | América Managua | Estadio Revolución, Ciudad de Panamá |                         |
|                    | Maldonado ?', ?', ?' · Samaniego ?', ?' |     |                 | Árbitro(s): José Vargas              | Árbitro(s): José Vargas |

| 21 de abril de 1991 | América Managua | 0:0 (Global 0:5) | Tauro | Estadio Rigoberto López Pérez, Managua |  |

### Saprissa - Real Estelí
| 10 de abril de 1991 | Saprissa                                    | 4:1 (2:0) | Real Estelí | Estadio Ricardo Saprissa, San José |                             |
|                     | Herra 30', 42' · Badilla 80' · Picado 90+3' |           | Avedaño 53' | Árbitro(s): Francisco Amaya        | Árbitro(s): Francisco Amaya |

| 28 de abril de 1991 | Real Estelí | 1:4 (1:1) (Global 2:8) | Saprissa                          | Estadio Rigoberto López Pérez, Managua                     |                                                            |
|                     | Arriola 15' |                        | Orta 20', 47', 80' · Caravaca 86' | Asistencia: 2,000 espectadores Árbitro(s): Armando Berrios | Asistencia: 2,000 espectadores Árbitro(s): Armando Berrios |

### Alajuelense - Plaza Amador
| 16 de abril de 1991 | Plaza Amador       | 1:4 (1:1) | Alajuelense                              | Estadio Alejandro Morera Soto, Alajuela |                            |
|                     | Botello 86' (pen.) |           | Solano 67', ?' · Karoch 36' · Brenes 74' | Árbitro(s): Gonzalo Tejada              | Árbitro(s): Gonzalo Tejada |

| 18 de abril de 1991 | Alajuelense                                                          | 7:0 (Global 11:1) | Plaza Amador | Estadio Alejandro Morera Soto, Alajuela |                               |
|                     | Fernández ?', ?', ?' · Jakubek ?', ?' · Guillén ?' (pen.) · Arguedas |                   |              | Árbitro(s): Víctor Chinchilla           | Árbitro(s): Víctor Chinchilla |

### Luis Ángel Firpo - Duurly's
| 21 de abril de 1991 | Duurly's | 0:4 | Luis Ángel Firpo                       | MCC Grounds, Ciudad de Belice |  |
|                     |          |     | de Moura ?', ?', ?' · Desconocido/s ?' |                               |  |

| 5 de mayo de 1991 | Luis Ángel Firpo                     | 4:0 (Global 8:0) | Duurly's | Estadio Cuscatlán, San Salvador |  |
|                   | Zapata ?', ?' · Desconocido/s ?', ?' |                  |          |                                 |  |

### Real España - Acros Verdes
| 27 de abril de 1991 | Real España                                       | 5:0 | Acros Verdes | Estadio Francisco Morazán, San Pedro Sula |  |
|                     | Anariba ?', ?' · Aguirre · N. González · Castillo |     |              |                                           |  |

| 5 de mayo de 1991 | Acros Verdes | 0:1 (0:0) (Global 0:6) | Real España     | MCC Grounds, Ciudad de Belice |  |
|                   |              |                        | R. González 74' |                               |  |

### Comunicaciones - Motagua
| 1 de mayo de 1991 | Motagua | 1:1 | Comunicaciones | Estadio Nacional de Tegucigalpa, Tegucigalpa                  |                                                               |
|                   | Ávila   |     | Bordón 71'     | Asistencia: 24,250 espectadores Árbitro(s): Ronaldo Gutiérrez | Asistencia: 24,250 espectadores Árbitro(s): Ronaldo Gutiérrez |

| 5 de mayo de 1991 | Comunicaciones | 1:0 (Global 2:1) | Motagua | Estadio Mateo Flores, Ciudad de Guatemala |  |
|                   | Di Luca        |                  |         |                                           |  |

### Alianza - Municipal
| 3 de mayo de 1991 | Municipal     | 2:5 | Alianza                              | Estadio Mateo Flores, Ciudad de Guatemala                  |                                                            |
|                   | Donis · Ochoa |     | Ramírez ?', ?' · Toro ?', ?' · López | Asistencia: 7,000 espectadores Árbitro(s): Rodrigo Badilla | Asistencia: 7,000 espectadores Árbitro(s): Rodrigo Badilla |

| 8 de mayo de 1991 | Alianza | 1:1 (Global 6:3) | Municipal | Estadio Cuscatlán, San Salvador |  |
|                   | Toro    |                  | Ferreira  |                                 |  |

## Segunda ronda
| 22 de mayo de 1991, 20:00 | Saprissa                                         | 3:1 (2:0) | Tauro         | Estadio Ricardo Saprissa Aymá, San José |                                    |
|                           | Quesada 8' · Coronado 30' · Guimarães 63' (pen.) |           | Samaniego 59' | Árbitro(s): Jorge Enrique Meléndez      | Árbitro(s): Jorge Enrique Meléndez |

| 9 de junio de 1991 | Tauro | 0:2 (Global 1:5) | Saprissa          | Estadio Revolución, Ciudad de Panamá |                              |
|                    |       |                  | Vieira · Coronado | Árbitro(s): Rafael Rodríguez         | Árbitro(s): Rafael Rodríguez |

| 22 de mayo de 1991 | Luis Ángel Firpo  | 2:0 | Comunicaciones | Estadio Cuscatlán, San Salvador                        |                                                        |
|                    | de Moura · Guelmo |     |                | Asistencia: 6,000 espectadores Árbitro(s): Jorge Urias | Asistencia: 6,000 espectadores Árbitro(s): Jorge Urias |

| 15 de junio de 1991 | Comunicaciones                   | 4:3 (Global 4:5) | Luis Ángel Firpo             | Estadio Mateo Flores, Ciudad de Guatemala                    |                                                              |
|                     | Pereira · Chacón · Pérez · Bauzá |                  | De Moura · Menjivar · Zapata | Asistencia: 11,000 espectadores Árbitro(s): Rodolfo Martínez | Asistencia: 11,000 espectadores Árbitro(s): Rodolfo Martínez |

| 5 de junio de 1991 | Alianza | 0:1 (0:1) | Real España | Estadio Cuscatlán, San Salvador                        |                                                        |
|                    |         |           | Vallejo 45' | Asistencia: 4,200 espectadores Árbitro(s): José Burgos | Asistencia: 4,200 espectadores Árbitro(s): José Burgos |

| 12 de junio de 1991 | Real España | 1:1 (Global 2:1) | Alianza   | Estadio Francisco Morazán, San Pedro Sula |                                  |
|                     | Hernández   |                  | Chachagua | Árbitro(s): Mario Efraín Escobar          | Árbitro(s): Mario Efraín Escobar |

## Tercera ronda
| 21 de julio de 1991 | Luis Ángel Firpo | 1:1 | Saprissa | Estadio Cuscatlán, San Salvador |  |
|                     | Díaz 80'         |     | Vieira   |                                 |  |

| 28 de julio de 1991 | Saprissa                    | 3:0 (Global 4:1) | Luis Ángel Firpo | Estadio Ricardo Saprissa Aymá, San José |  |
|                     | Vieira · González · Fonseca |                  |                  |                                         |  |

| 17 de julio de 1991 | Real España        | 2:0 | Alajuelense | Estadio Francisco Morazán, San Pedro Sula                       |                                                                 |
|                     | Castillo · Aguirre |     |             | Asistencia: 5,412 espectadores Árbitro(s): Mario Efraín Escobar | Asistencia: 5,412 espectadores Árbitro(s): Mario Efraín Escobar |

| 25 de julio de 1991 | Alajuelense | 0:1 (0:0) (Global 0:3) | Real España | Estadio Alejandro Morera Soto, Alajuela |  |
|                     |             |                        | Bonilla 70' |                                         |  |

## Cuarta ronda
| 18 de agosto de 1991 | Saprissa   | 1:2 (1:0) | Real España                 | Estadio Ricardo Saprissa Aymá, San José |  |
|                      | Vieira 15' |           | Hernández 71' · Anariba 76' |                                         |  |

| 25 de agosto de 1991 | Real España              | 2:0 (1:0) (Global 4:1) | Saprissa | Estadio Francisco Morazán, San Pedro Sula                     |                                                               |
|                      | Ortega 32' · Aguirre 90' |                        |          | Asistencia: 20,120 espectadores Árbitro(s): José Carlos Ortiz | Asistencia: 20,120 espectadores Árbitro(s): José Carlos Ortiz |

## Campeón
Real España
Campeón
1° título